# Tzipora Obziler
Tzipora "Tzipi" Obziler (Tel Aviv, 19 de abril de 1973) es una ex tenista profesional israelí. Alcanzó el ranking mundial de individuales más alto de su carrera en el puesto 75 el 8 de julio de 2007, y el ranking de dobles más alto de su carrera en el puesto 149 el 10 de abril de 2000. En la Copa Federación, comparte el récord mundial de más eliminatorias jugadas, con 61.

## Biografía
Nació en Tel Aviv (Israel), y es judía. Después de graduarse de la escuela secundaria, sirvió dos años en las Fuerzas de Defensa de Israel. Asistió a clases en la Universidad de Old Dominion en Norfolk, Virginia.
Es abiertamente lesbiana. Ella y su novia Hadas tienen una hija juntas. Obziler se tomó un descanso del tenis profesional cuando nació la bebé y volvió a jugar en 2008.

## Trayectoria
Ganó 13 títulos de individuales y 13 de dobles en el circuito de la Federación Internacional de Tenis (ITF). A pesar de su carrera tardía, jugó su mejor tenis en los últimos años y se clasificó para varios eventos de Grand Slam.
Comenzó a jugar tenis a los 10 años, con amigos. En 1997 ganó torneos ITF en singles en Jaffa y Antalya. En 1998 repitió en Jaffa. En 1999 ganó en Guimaraes, Portugal y Azemeis, Portugal, y dos torneos en Estambul, Turquía. En 2000, ganó torneos en Ashkelon y Beersheba en Israel.
En 2002, ganó en Mumbai, India y Nonthaburi, Tailandia. En noviembre derrotó a la número 62 del mundo Emmanuelle Gagliardi en Francia. En 2003, en India, ganó sorpresivamente a la número 36 del mundo, Elena Likhovtseva, de Rusia, en dos sets.
En 2004, jugó contra la número 1 del mundo, Justine Henin-Hardenne, en el US Open, ganando un set pero perdiendo en la segunda ronda. En 2005, ganó los títulos de individuales y dobles (con Shahar Pe'er) en Raanana, Israel. También derrotó a la número 47 del mundo Émilie Loit de Francia en el Abierto de Australia en dos sets.
En 2006, logró llegar más allá de la segunda ronda de un evento de la Asociación de Tenis Femenino en su primer evento del año en Auckland y en Guangzhou a finales de septiembre. En Auckland, alcanzó los cuartos de final con dos buenas victorias sobre Jamea Jackson y la quinta cabeza de serie, la número 27 del mundo, Katarina Srebotnik de Eslovenia, antes de caer ante Daniela Hantuchová. En Guangzhou, llegó a las semifinales del torneo, derrotando a la número 51 del mundo, Elena Vesnina, de Rusia, y a la número 20, Li Na, de China, antes de caer ante la cuarta cabeza de serie, Anabel Medina Garrigues, en tres sets.
Aparte de eso, se clasificó para el Abierto de Australia y varios eventos de la gira de la Asociación de Tenis Femenino, ganó un título de la ITF en Washington D. C. y, finalmente, un título de dobles de la ITF en Antalya-Manavgat junto con Romina Oprandi.
En 2007, venció a Aiko Nakamura de Japón, que ocupa el puesto 56 en el ranking, en los octavos de final del torneo de la ciudad de Pattaya en Tailandia. También llegó a las semifinales en Bangalore y Patras. En agosto, en el US Open, perdió en la primera ronda ante la número 86 del mundo, Caroline Wozniacki, de Dinamarca. El 30 de septiembre de 2007, alcanzó su primera final en el WTA Tour, en la que perdió ante Virginie Razzano en el Abierto Internacional de Mujeres de Guangzhou.
Representó a Israel en los Juegos Olímpicos de Pekín 2008, China, tanto en individuales como en dobles (con Shahar Pe'er).
El 13 de agosto de 2009, convocó una conferencia de prensa para anunciar su retiro del tenis profesional.

## Copa Federación
Tuvo marca de 48-30 en partidos de la Copa Federación para el equipo de la Copa Federación de Israel entre 1994 y 2007, incluidas victorias en 12 de sus 13 partidos más recientes.  Obziler formó parte del equipo de la Copa Federación de Israel que ganó 10 empates seguidos para llegar a los cuartos de final de la competencia en 2008, el mayor logro de la Copa Federación de Israel en la historia. Tiene el récord mundial de más eliminatorias de la Copa Federación jugadas, con 61. Comparte el récord con su compatriota Anna Smashnova.